# Masakado Taira
Masakado Taira (mezi 884 a 903 – 25. března 940) byl samurajský velitel v období Heian a člen klanu Taira. 
Narodil se údajně v roce 903, avšak tento fakt není nijak doložen. Jak naznačuje jeho jméno, náležel ke klanu Taira, který pocházel z císařského rodu. Zároveň byl jedním ze dvou hlavních mocenských bloků, které se v Japonsku vytvořily během 10. a 11. století. V mládí Masakado sloužil císařskému regentu Tadahirovi Fudžiwarovi v Kjótu. V roce 931 se vrátil do Kantó, úrodné nížiny ve východním Japonsku, kde nyní leží Tokio, a sváděl tu boje se svými místními rivaly. Někteří z nich pocházeli rovněž z rodu Taira, jiní z rodu Minamoto, druhého vlivného klanu, jehož moc právě sílila. 
Povstání Taira Masakada v letech 939–940 známé jako Tengjó no ran (天慶の乱) patří mezi nejdramatičtější epizody v rané japonské historii samurajů a právě během tohoto povstání byl Masakado zabit v bitvě u Kodžimy. Jeho hlavu poté odvezli do hlavního města. 
Podle legendy se s jeho hlavou začaly dít podivné věci, a jednou dokonce odletěla. Japonsko poté zasáhla spousta tragédii, např. mor v Edu či zemětřesení v Kantu. Spolu s císařem Sutoku a Mičizanem Sugawarou je jedním ze Tří velkých japonských onrjó neboli pomstychtivých duchů (Nihon San Dai Onrjó).

## Mládí
Masakado byl jedním ze synů Taira no Yoshimasa (平良将), známého také jako Taira no Yoshimochi (平良持) z klanu Taira (Kanmu Heishi), potomků císaře Kanmu (vládl 781–806), kteří byli degradováni z knížecího do prostého stavu a bylo jim uděleno příjmení Taira. Yoshimochi byl jedním ze synů prince Takamochiho, vnuka nebo pravnuka Kanmu, který byl v roce 889 jmenován viceguvernérem provincie Kazusa (moderní centrální prefektura Čiba). Takamochiho synové, kteří se tam k němu připojili, obsadili různé provinční úřady ve východní části země, například úřad chinjufu shōguna, vrchního velitele obranné posádky (chinjufu) v provincii Mutsu, který měl za úkol podrobit si národy Emishi v zemi. 
O Masakadově narození a raném životě toho není mnoho známo kvůli nedostatku písemných důkazů. Genealogický záznam Sonpi Bunmyaku (sestavený v letech 1377–1395) identifikuje Masakada jako třetího z osmi Yoshimochiho synů, zatímco genealogie klanu Sōma (odnož klanu Chiba, který pocházel z Masakadova strýce  Keizu) jako druhého ze sedmi synů. Druhý text také tvrdí, že byl během dětství přezdíván Sōma no Kojirō (相馬小次郎, Kojirō znamená „malý druhý syn“), což naznačuje, že vyrůstal v okrese Sōma (相馬郡) v provincii Shimōsa (část moderního jihozápadu Prefektura Ibaraki a severozápadní prefektura Chiba), i když o pravdivosti těchto informací se vedou spory. Pozdější legenda vykresluje Masakado jako reinkarnaci učence a politika Sugawara no Michizane, který zemřel v roce 903.
Někdy v dospívání odešel Masakado do hlavního města Heian-kyō (Kjóto) a sloužil v domácnosti císařského regenta Fujiwara no Tadahira. Říká se, že usiloval o místo v imperiální policii, Kebiishi, ale nepodařilo se mu získat hodnost soudu nebo jakýkoli významný úřad navzdory jeho pověření a vysokému postavení jeho patrona.

## Masakadova povstání a smrt

### Povstání Džóhei-Tengjó
O přesné příčině Masakadova povstání panují dohady. Zatímco některé zdroje vykreslují povstání jako pomstu za to, že se mu nepodařilo zajistit vládní post, tak Šómonki, anonymní monografie o Masakadově životě, o níž se věří, že byla dokončena již v r. 940 naznačuje, že konflikt původně začal v roce 931 jako spor mezi Masakadem, který se čerstvě se vrátil z Kjóta a jeho strýcem z otcovy strany Tairou no Yoshikane o ženu. Identita této ženy je neznámá, i když jedna teorie naznačuje, že to mohla být dcera Yoshikane, která se provdala za svého bratrance (Masakada) a zjevně s ním odešla žít proti vůli svého otce (aristokratická manželství během období Heian byla obvykle matrilokální: manželka bydlela s jejími rodiči, zatímco manžel se buď nastěhoval k rodině své manželky, nebo ji jednoduše navštívil). Urážky cti Masakada tím, že mu nebyl udělen vládní post ani hodnost ve hlavním městě, mohla být jednou z příčin Yoshikaneho odporu proti manželství. Jiná teorie která pochází z lidové tradice tvrdí, že Masakado a Jošikane se pohádali kvůli dceři Minamoto no Mamoru (源護), bývalého vrchního tajemníka (大掾, daijō) z provincie Hitachi, který provdal své dcery za strýce Masakada, mezi kterými byl i Yoshikane. Podle sbírky příběhů Kondžaku Monogatarišú (napsaná kolem roku 1120) uvádí další důvod konfliktu, totiž že Masakadovi strýcové si přivlastnili pozemky, které měl Masakado zdědit po svém zesnulém otci. Masakadův strýc Taira no Kunika, nejstarší ze synů a hlava klanu se mohl pokusit o sebrání Jošimociho majetku a přivlastnit si ho. Kunika, stejně jako Yoshikane byl zapletený do manželských svazků s Mamoru.  
Ve 2. měsíci roku 935 (Jōhei 5) byli Masakado a jeho muži přepadeni Mamoruovými třemi syny, Tasukem, Takashim a Shigerum v Nomoto (野本) v okrese Makabe (真壁郡) poblíž hranic. Mezi Hitachi a Shimōsou (moderní Chikusei, Ibaraki) se Masakadovi podařilo odrazit jejich útok, všichni tři bratři byli potaženi a zabiti v bitvě. Jako odvetu Masakado poté vypálil a vyplenil domy Tasukových příznivců napříč jihozápadním Hitachim. Kunika také zemřel během tohoto konfliktu, za okolností, které nejsou známé: mohl být zabit buď během potyčky v Nomotu, nebo když Masakado zapálil jeho rezidenci.   
21. dne 10. měsíce téhož roku se Taira no Yoshimasa (平良正), Masakadův strýc nebo bratranec z otcovy strany, který byl také zapleten sňatkem s Mamorou, snažil pomstít Masakadovi za smrt Kuniky a Mamorových synů, což vyústilo v bitvu. Ve vesnici Kawawa (川曲村) v západním Hitachi se Masakado opět ukázal jako vítěz: více než šedesát Yoshikaneových mužů bylo zabito, zatímco zbytek byl rozptýlen.  
Yoshimasa po své potupné porážce požádal o pomoc Yoshikaneho – v té době viceguvernéra provincie Kazusy, který pak shromáždil velké množství válečníků z Kazusy a Shimōsy, takže se představitelé obou provincií zpočátku pokoušeli zabránit jejich odeslání (Takové protesty byly později staženy poté, co bylo vydání považováno za soukromou záležitost přesahující sféru státních záležitostí). 26. dne 6. měsíce roku 936 (Jōhei 6) vedl Yoshikane svou mohutnou armádu do Hitachi, kde se spojil s Yoshimasou a Kunikovým synem Sadamorim (když byl jeho otec zabit a zpočátku zaujal neutrální postoj, svůj názor ale změnil a rozhodl se zúčastnit útoku proti Masakadovi). Střetli se s Masakadem na hranici mezi Hitachi a Shimotsuke (moderní prefektura Tochigi) , který šel zrovna ověřit zprávy o jejich plánu.  Navzdory tomu, že měl s sebou jen asi sto špatně ozbrojených vojáků způsobil Masakado těžké ztráty několikatisícové armádě svých nepřátel. Rozptýlený a zmatený Yoshikane a zbytky jeho sil uprchli do provinčního velitelství Shimotsuke. Masakado je pronásledoval. I když se mu podařilo obklíčit svého strýce ve vládních úřadech, Masakadovi utekl. Poté podal formální stížnost provinčním úřadům v sousedních provinciích, než se vrátil na své území.  
Nedlouho po svém vítězství obdržel Masakado předvolání od císařského dvora kvůli stížnosti, kterou na něj Minamoto no Mamoru podala kvůli bitvě u Nomota. Masakado pak spěchal do hlavního města; jeho pán, Fujiwara no Tadahira, pravděpodobně zasáhl do případu a pomohl zmírnit jeho trest. Masakado byl nakonec omilostněn následujícího roku 937, kdy byla vyhlášena všeobecná amnestie, kvůli plnoletosti císaře Suzaky.  
Ve snaze pomstít svou porážku, Yoshikane téměř okamžitě obnovil vojsko proti Masakadovi. Nejprve zahájil útok na Masakada u řeky Kogai poblíž hranice mezi Shimōsou a Hitachi. Vepředu své armády vystavoval portréty Yoshimochiho a Takamochiho (Masakadova otce a dědečka). Tento trik uspěl v oslabení morálky Masakada a jeho mužů, kteří se „stáhli a nesli své štíty“. (Shōmonki) Poté Yoshikane spálil stáj a několik domů na základně Masakado v okrese Toyoda (豊田郡) v Shimōse, aby oslabil jeho schopnost vést válku. Masakado zahájil protiútok o několik dní později, ale byl znovu poražen, protože ho zasáhla silná bolest v nohou (pravděpodobně kvůli beri–beri). Během svého ústupu nechal Masakado svou ženu (Yoshikaneovu dceru) a děti uprchnout lodí do bezpečí, ale Yoshikane je objevil a odnesl do Kazusy. Bratři Masakadovi ženy jim nakonec pomohli uprchnout zpět k Masakadovi.  

### Povstání Tengyo no ran
V roce 939 Masakado vedl menší povstání, které je známé jako Tengyō no Ran. Ozbrojený konflikt začal, když Masakado vedl útok na základnu ústřední vlády v provincii Hitachi a zajal guvernéra. V prosinci toho roku dobyl provincie Shimotsuke a Kōzuke; a nárokoval si titul Shinnō (nový císař).  
Ústřední vláda v Kjótu odpověděla vypsáním odměny na jeho hlavu a o padesát devět dní později ho jeho bratranec Taira no Sadamori, jehož otce Maskado napadl a zabil, a Fujiwara no Hidesato, zabili v bitvě u Kojimy (provincie Shimōsa). V roce 940 a odnesli Masakadovu hlavu do hlavního města.

## Legenda o Masakadovi (Onryo)
Hlava Taira no Masakada se nerozložila. Mnoho měsíců poté, co byla vystavena na východním trhu, vypadala stále stejně čerstvě jako v den, kdy byla sťata. Oči byly zuřivější a ústa se zkroutila do ohavné grimasy. Noc co noc hlava volala: „Kde je moje zavražděné tělo!? Pojď sem! Připoj mi hlavu a nech mě ještě jednou bojovat!" A pak se věci staly opravdu podivnými.
Jednou v noci začala hlava levitovat. Vyletěla k nebi, přes celou zemi, směrem k Shimose. Hlava se nakonec unavila a přistála k odpočinku v rybářské vesnici jménem Shibazaki (která se jednoho dne rozrostla v město Edo). Vesničané, kteří našli hlavu, ji očistili a zakopali. Nad hrobem byla postavena svatyně, která byla pojmenována Kubizuka – mohyla hlavy. Masakado byl rolníky ctěn a uctíván jako skutečný válečník, symbol spravedlnosti, který stál v hrdinském vzdoru zkorumpované a líné šlechtě. Byl viděn jako smolař, který byl opakovaně zrazen a nakonec zavražděn těmi, kterým měl věřit. Navzdory jeho zbožštění a popularitě mezi nižšími vrstvami se jeho duch nezklidnil. Několik let poté, co byla jeho hlava pohřbena, se v okolí jeho svatyně začal objevovat duch samuraje.
Na počátku 13. století zasáhl Edo velký mor. Mnoho lidí zemřelo. Mor byl připisován hněvu Taira no Masakada. Aby ho uklidnili, byl jeho duch přemístěn z jeho malé svatyně do větší a prestižnější svatyně Kanda. Byl označen za jednoho z hlavních bohů a jeho duch byl na chvíli uklidněn. V roce 1874 navštívil císař Meidži svatyni Kanda. Bylo považováno za nevhodné, aby byl nepřítel císařské rodiny, jako byl Masakado, poctěn. Když byl císař na návštěvě, byl status Masakadova božstva zrušen. Jeho svatyně byla přesunuta do menší budovy mimo hlavní svatyni.
Hněv Taira no Masakada se vrátil v roce 1928. Poté, co velké zemětřesení Kanto zničilo velkou část města, bylo místo jeho Kubizuky vybráno jako dočasné místo pro ministerstvo financí. Krátce nato ministr financí onemocněl a zemřel. Více než tucet dalších zaměstnanců zemřelo a ještě více jich onemocnělo nebo se zranilo při pádech a nehodách v budově. Začaly se šířit zvěsti o kletby. Budova ministerstva financí byla zbořena a ve svatyni Kanda se konala vzpomínková bohoslužba za Masakada.
V průběhu 20. století bylo kletbě Taira no Masakado připisováno řada nehod, požárů, nemocí a záhadných vidění. Pokaždé se prováděly očistné rituály. Nakonec, v roce 1984, v reakci na veřejný tlak, byl jeho status božstva obnoven. Dnes se vynakládá velké úsilí, aby se jeho duch nerozhněval. Například je běžnou praxí, že televizní stanice navštěvují hrob jeho hlavy, který se stále nachází na území dnešního Otemachi v Tokiu. Vzdávají mu úctu předtím, než se jeho postava objeví v jakékoli show. Kubizuku spravuje organizace místních podniků a dobrovolníků, kteří převzali odpovědnost za údržbu jeho hrobu.